# Jesús María Semprún (paroisse civile)
Pour les articles homonymes, voir Semprun.
Jesús María Semprún est l'une des deux paroisses civiles de la municipalité homonyme de Jesús María Semprún dans l'État de Zulia au Venezuela. Sa capitale est Casigua-El Cubo, chef-lieu de la municipalité.